# Bendición

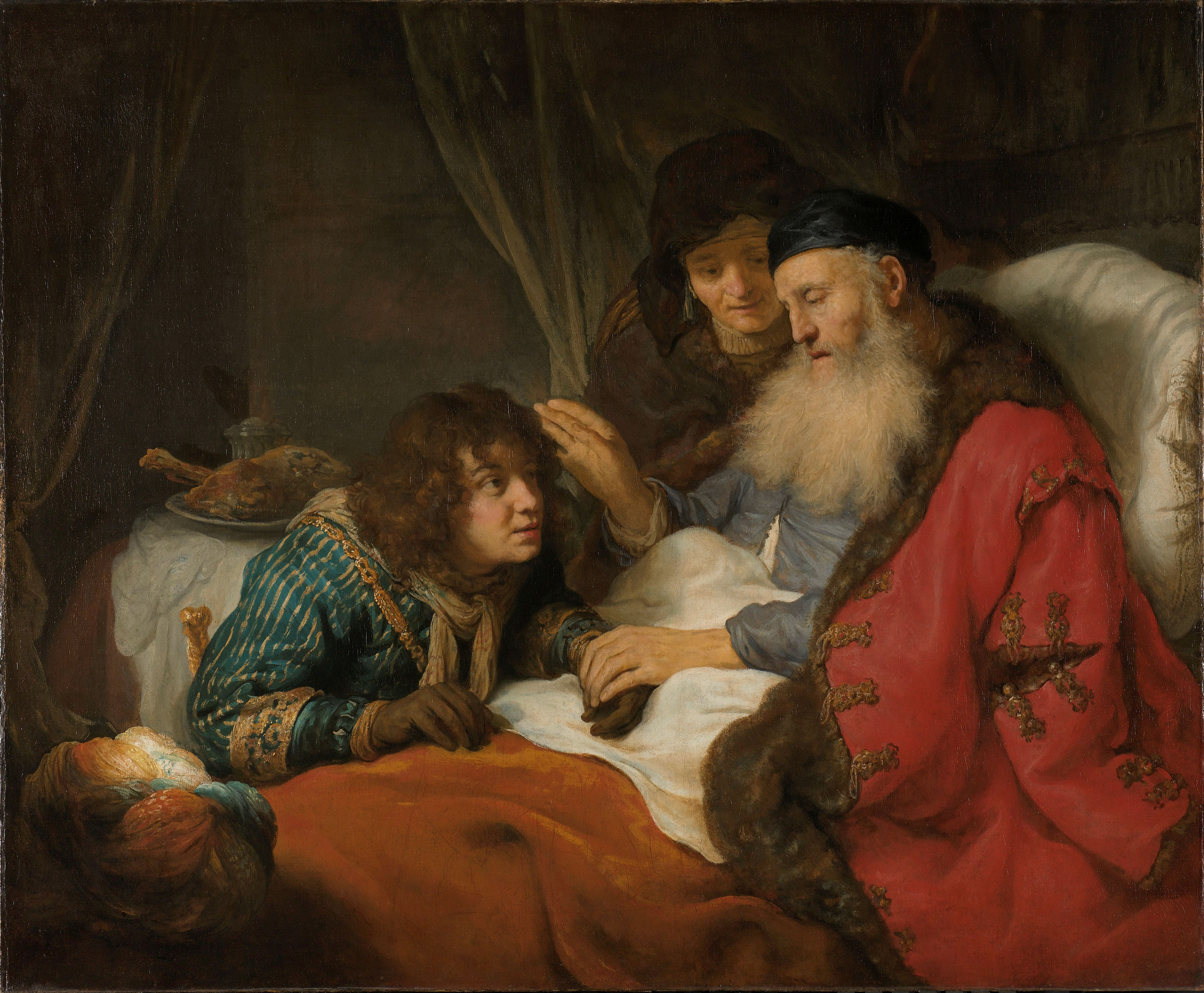
Isaac bendiciendo a Jacob.

Una bendición es la expresión de un deseo benigno dirigido hacia una persona o un grupo de ellas. Gramaticalmente, se trata de oraciones con modalidad desiderativa (lo mismo que su contrario, las maldiciones). Así, son bendiciones típicas Que Dios te guarde o Que te vaya bonito.
Las bendiciones tienen un papel destacado en las creencias judías y cristianas. En especial, tiene gran importancia la bendición que un padre o una madre dirigen a sus hijos. En la Biblia, se cuenta cómo Jacob engaña a su padre ciego, Isaac, para obtener de él la bendición paterna, que Isaac deseaba dar al primogénito, Esaú. La bendición dice así: Dios te dé del rocío del cielo y de lo más preciado de la tierra: trigo y vino en abundancia. Que los pueblos te sirvan, y las naciones se postren ante ti. Sé señor de tus hermanos, y póstrense ante ti los hijos de tu madre. Sean malditos los que te maldigan, y benditos los que te bendigan (Génesis 27:28-29).
Hallamos también bendiciones en la lírica tradicional (como la canción sefardí Buena semana nos dé Dio / alegres y sanos) e incluso en la música pop, con ejemplos como Forever Young de Bob Dylan, bendición dirigida a sus hijos (May you stay forever young/Que permanezcas siempre joven), o el canto que cierra A Very Cellular Song, de la Incredible String Band: Sinónimo: Génesis
May the long time sun shine upon you,
all love surround you
and the pure light within you
guide you all the way on.
Traducción al español
Que el sol brille mucho tiempo sobre ti,
todo el amor te rodee,
y la luz pura dentro de ti
te guie todo el camino.

## Historia
La costumbre de dar la bendición se remonta a la antigüedad. Los patriarcas en el lecho de muerte bendecía a sus hijos y a su familia; los profetas y los hombres inspirados bendecía a los servidores de Dios y a su pueblo. Moisés dijo al gran sacerdote Aarón: 

Cuando bendigas a los hijos de Israel, les diréis: Haga el Señor que resplandezca en vosotros la luz, de su divino rostro y compadeciéndose de vuestra suerte os vuelva sus ojos compasivos y os conceda su paz.

El pontífice pronunció estas palabras de pie, en alta voz, con las manos extendidas y los ojos levantados hacia el cielo. Los salmos están llenos de bendiciones o de votos en favor de los israelitas. Dios ordenó que cuando este pueblo hubiese llegado a la tierra prometida, se lo reuniese entre las montañas de Hebal y de Garizim, y que sobre ésta se pronunciase bendiciones en favor de todos los que observasen la ley, y maldiciones contra los prevaricadores: lo que ejecutó fielmente Josué.

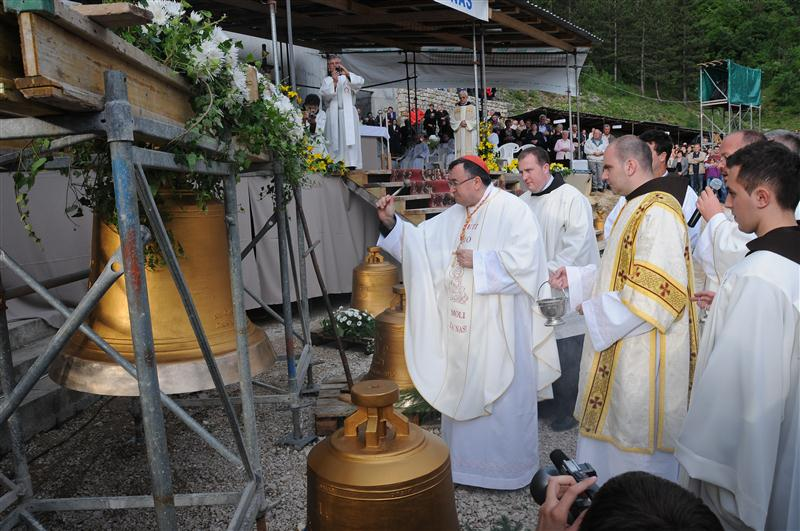
Bendición a unas campanas

Desde tiempo inmemorial las bendiciones se verifican entre los católicos por medio de aspersiones de agua bendita, signos de cruces y rezos conformes al asunto que es objeto de la ceremonia. Cuando hay unción, entonces se llama consagración: así es que se consagra el cáliz, y se bendice el copón, porque se emplea la unción para el cáliz. Estas palabras se confunden a veces en el uso. Los obispos, cuando atravesaban las iglesias o a su paso por las calles, daban su bendición al pueblo. En otro tiempo, cuando iban por las calles de la ciudad o entraban en algún pueblo o aldea, se tocaba una campanilla para advertir a los fieles que viniesen a recibir su bendición. Cuando iban a la corte no se volvían sin haber dado la bendición al rey. En la iglesia se bendice a los fieles al tiempo de acabarse la misa.

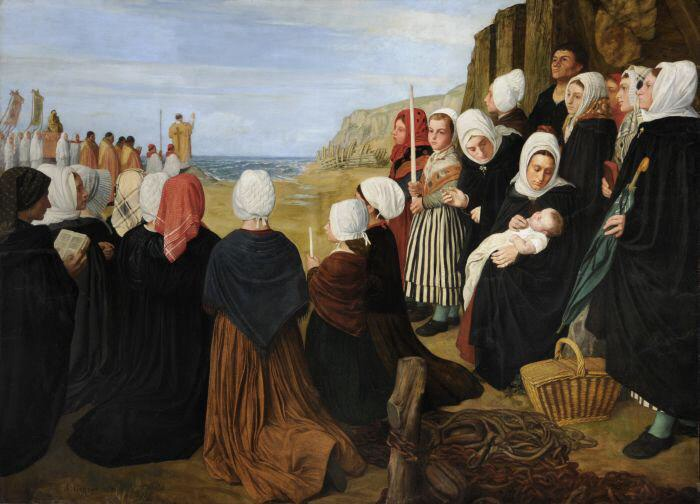
Bendición del mar, Alphonse Legros, 1872

Hemos dicho que la práctica de la bendición eclesiástica o de la consagración se había extendido mucho en la iglesia católica y en efecto, la piedad la había aplicado al principio a todos los objetos del culto divino, a las vestiduras sacerdotales, a los lienzos y vasos de los altares, al pan y al vino, a los cirios, a las palmas y ramos, a la ceniza, a las campanas, a las fuentes bautismales, a los edificios mismos en que se celebraban los sacrosantos misterios: puede verse el detalle de todas estas bendiciones en el Bendicionario o libro de las ceremonias eclesiásticas impreso en el tiempo de León X y en los rituales y ceremoniales de las diferentes iglesias que se han reunido en la obra del padre Martène, sobre los ritos y la disciplina de la iglesia.
Esta práctica religiosa se extendió considerablemente, andando los tiempos, hasta a los objetos más extraños al culto divino: se bendijeron las banderas, las armas, los frutos y los bienes de la tierra. De la bendición nupcial otorgada a los recién casados (véase más adelante) se llegó en algunos países a la bendición del lecho nupcial; se bendijeron también los campos, los jardines, los pozos, las fuentes, las casas acabadas de hacer, los equipajes de los viajeros, los ganados, los frutos de todas clases, como las uvas, el queso, la leche, la miel y otra porción de objetos que fuera prolijo enumerar.

## Bendiciones en la Iglesia Católica

### Bendiciones reservadas al Papa
El Papa da dos veces al año la bendición Urbi et orbi: el Domingo de Pascua y el día de Navidad, 25 de diciembre. Está dirigida a la ciudad de Roma (urbi) y al mundo entero (orbi).

### Bendiciones reservadas a los obispos
No a todos los eclesiásticos corresponde el hacer algunas bendiciones; las que se llaman consagraciones porque van acompañadas de alguna unción, están reservadas exclusivamente al orden episcopal. Tales son las consagraciones de los reyes, la del cáliz y la patena, la de las iglesias y la de las aras y la de los altares fijos o portátiles. La bendición de los abades y abadesas, la de los caballeros y la de los Santos óleos se reservó también a los obispos. Todas las demás bendiciones que les pertenecen las pueden encargar a cualquier eclesiástico, como son la bendición de los corporales y manteles de altar, la de los ornamentos sacramentales, la de las cruces, las imágenes, las campanas y los cementerios. Pueden dar también comisión para reconciliar las iglesias profanas.
Bendiciones permitidas a los presbíteros===
Las bendiciones permitidas a los presbíteros, sin licencia del obispo, son las de los esponsales, las de los matrimonios, de los frutos de la tierra y la del agua bendita. El pontifical romano tiene la fórmula de toda especie de bendiciones; pero cada eclesiástico debe seguir aquellas que le están prescritas en el ritual de la diócesis en donde ejerce su ministerio.
Todos los obispos y presbíteros pueden dar su bendición al pueblo pero solo a los primeros pertenece hacerlo alzando la mano con la señal de la cruz y acompañándola con oraciones. Los presbíteros solo pueden echarla de este modo cuando celebran misas, hacen rogativas solemnes, o administran los sacramentos; pero absteniéndose siempre de hacer uso de la fórmula sic nomen domini benedictum, etc., humilliate vos ad benedictionem, reservada en exclusiva a los obispos. Por un privilegio emanado de la Santa Sede, tienen algunos abades la facultad de echar la bendición al pueblo de un modo solemne como los obispos aunque solo pueden usarlo en sus propias iglesias después de vísperas, de la misa y de los maitines. Por consiguiente, no pueden echar la bendición en particular como ellos en las calles y fuera de su iglesia, porque les está prohibido por un decreto de la Sagrada Congregación de 24 de agosto de 1609; y como es una regla en materia de bendiciones que el que está en un orden inferior no la dé al pueblo en presencia de otro eclesiástico más digno que él, con arreglo a ella, no pueden los abades hacer uso de su privilegio en presencia de un obispo o de un prelado superior a no ser que tengan para hacerlo un permiso particular.

### Bendición de un predicador

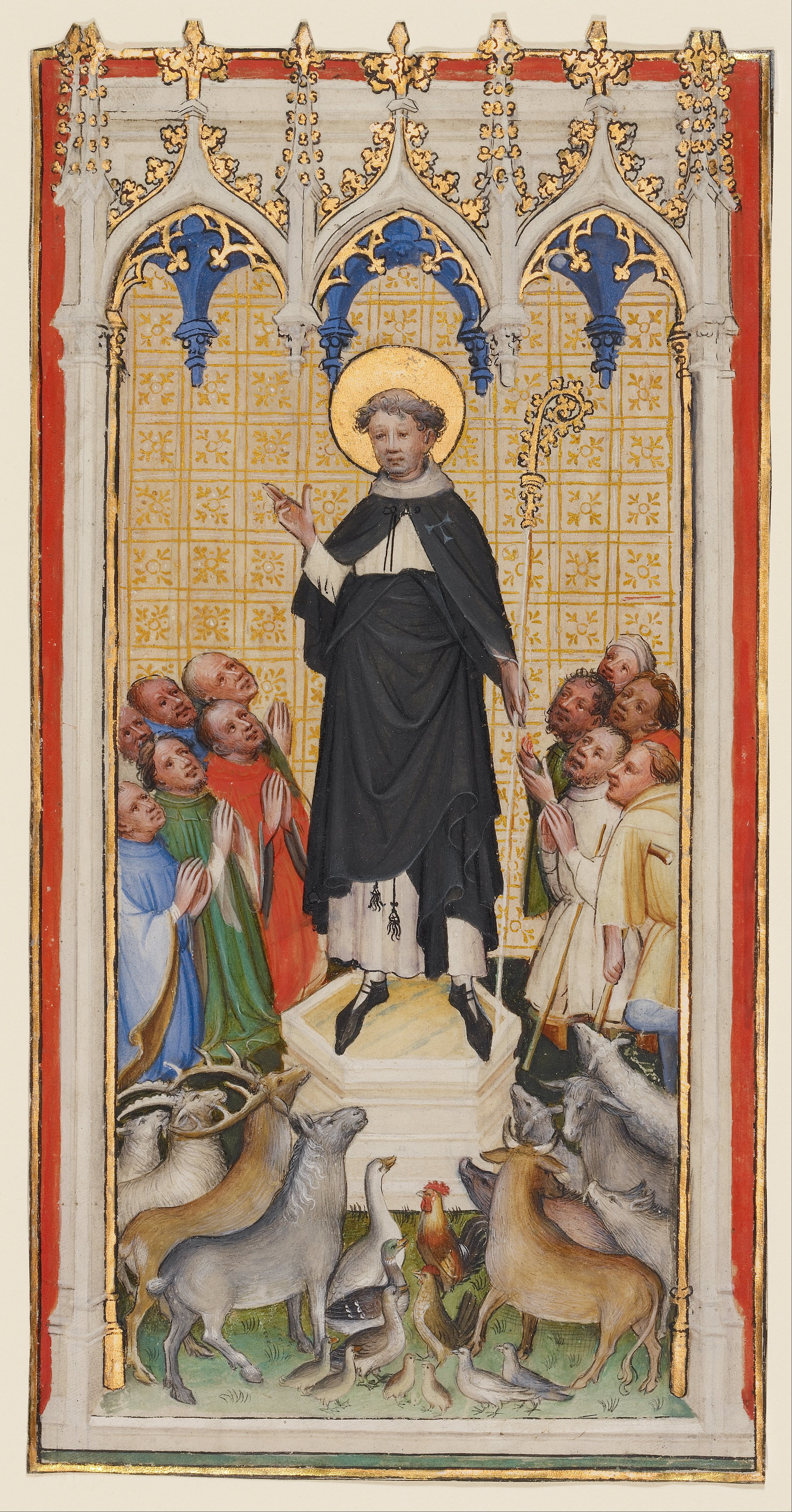
San Antonio Abad bendiciendo a los animales

En muchas catedrales y aun en algunas iglesias, había la costumbre de recibir el predicador la bendición antes de empezar el sermón; esta bendición dio origen a muchas cuestiones entre los curas propios y los vicarios perpetuos; pero se decidió que los curas propios, en los días que podían oficiar, tenían derecho a echar la bendición al predicador con exclusión del vicario perpetuo.

### Bendición de los abades y abadesas
Como ya hemos dicho más arriba, la bendición que reciben los abades después de su elección y confirmación es propia de los obispos diocesanos. La fórmula de la bendición de los abades está en el pontifical pero tiene algunas diferencias, según el modo con que se hace, si es por autoridad apostólica, si en virtud de un rescripto o por la autoridad ordinaria; la bendición no añade, por lo demás, cosa alguna al carácter del abad y aún no se mira como indispensable porque los abades consuedalarios no están en uso de recibirla. 

### Bendición con el Santísimo Sacramento
Tiene además la iglesia otra bendición que se hace mostrando a los fieles la Eucaristía haciendo al propio tiempo la señal de la cruz. Pueden darla los presbíteros, pero no deben hacerlo sino en los días que la iglesia señala. Si los fieles la desean fuera de este tiempo se necesita un permiso particular del obispo, lo cual se hace para que, concediéndola con menos frecuencia, la reciba el pueblo con mayor respeto. 

### Bendición que el papa da por escrito
Es bastante conocida la bendición que da el papa por escrito a sus fieles en el principio de sus bulas, que dice así: Salutem et apostolicam benedictionem (salud y bendición apostólica); esta la omite cuando escribe a los que no están en el seno de la iglesia. Cuando se dirige en estos términos a algún excomulgado, se le considera desde luego absuelto por estas palabras de benevolencia y caridad. Suele enviarla también el santo padre algunas veces a los que están en el artículo de la muerte; pero los obispos no pueden usarla.

### Bendición nupcial

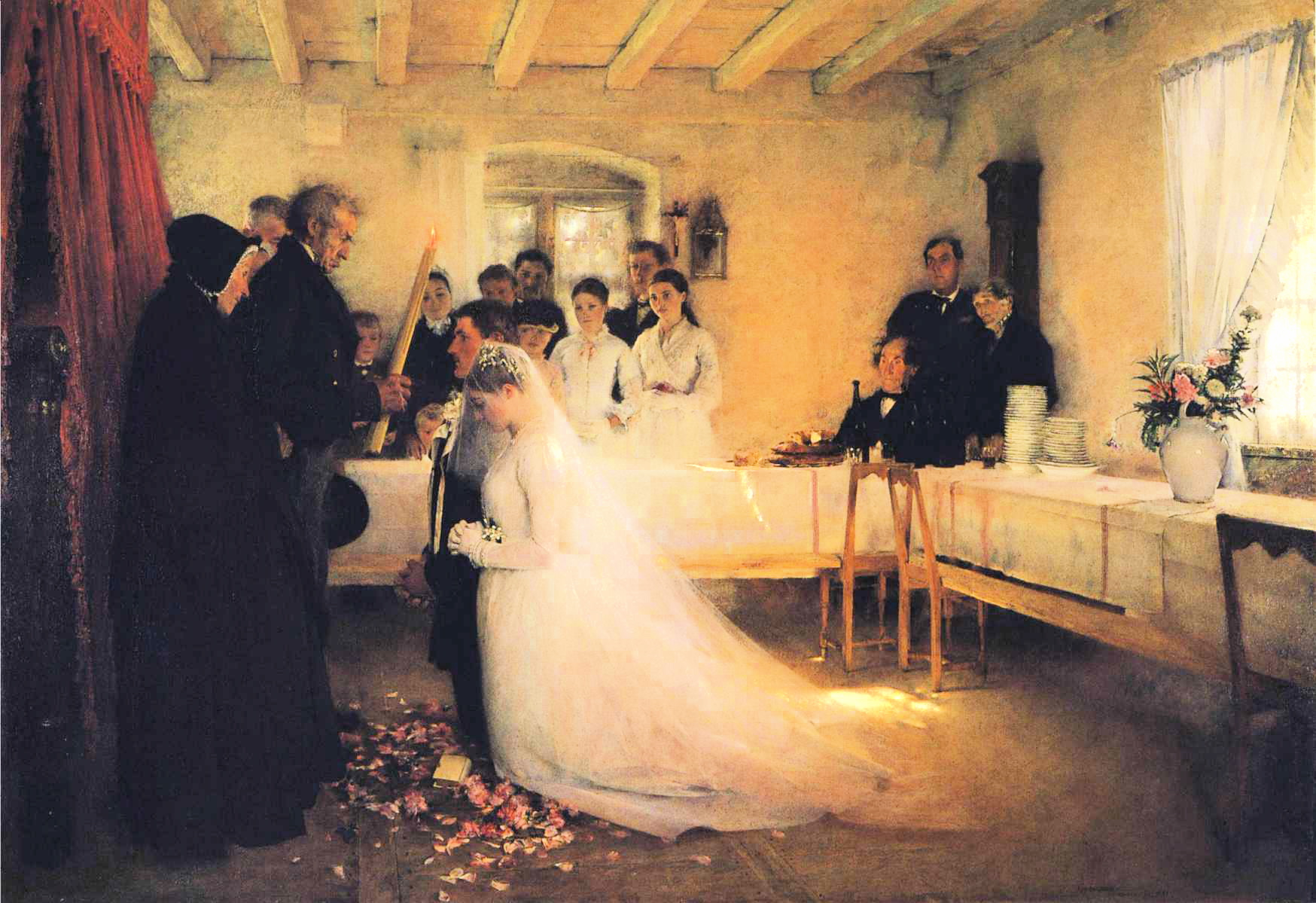
Bendición nupcial, de Pascal Dagnan-Bouveret

La bendición nupcial es una ceremonia que se observa en todas las comuniones cristianas en el acto de celebrarse el matrimonio. En la Iglesia católica lleva el carácter de Sacramento; en la griega tiene el nombre de coronación y entre los protestantes el de bendición. Antes del establecimiento del cristianismo no se usaba esta ceremonia, pues según Fleury, no se ve que en el matrimonio de los judíos interviniera ninguna ceremonia religiosa, y si había alguna era únicamente la bendición paternal. 
En la mayor parte de los países cristianos el acto celebrado por el ministerio eclesiástico en el matrimonio, es acto religioso y civil a la vez. Desde los primeros siglos de la iglesia la bendición nupcial fue considerada como un medio por el que esperaban los desposados llamar sobre si la unción de la gracia celeste, bendición que fue recomendada a los fieles por los discípulos de los apóstoles, como puede verse en San Ignacio, que en su epístola a Policarpo, dice: Nubat in ecclesia benedictione ecclesiae ex domini precepto. Pero no todos los fieles seguían este precepto y la bendición nupcial no se confundía con el contrato del matrimonio. Este se contrae, según el código romano por medio de un simple juramento que el esposo prestaba a la esposa poniendo la mano sobre el Evangelio. 
Este medio tan fácil que entregaba el pudor de una virgen inocente a las manos de un pérfido que la abandonaba por satisfacer otros deseos, llamó la atención del emperador Justiniano, el que mandó en la novela 24, cap. 4.º, que el juramento sobre los Evangelios se tuviese que proferir ante testigos. Al pronto pareció que esta precaución evitaría los fraudes en este punto, pero por una connivencia con los testigos, que ordinariamente se buscaban jóvenes, se eludió esta disposición, volviendo la cara atrás dichos testigos en el acto de proferirse el juramento; y más tarde cuando una madre abandonada por un traidor, reclamaba ante el obispo la fe de aquellos testigos; decían que ellos no hablan visto nada. Viendo estos abusos, fue preciso buscar garantías más eficaces y tomando en ello parte la iglesia por órgano del mismo emperador, mandó este en la novela 74, cap. 14, que el esposo debía conducir a su futura a la iglesia y declarar formalmente ante el sacerdote y algunos testigos que la tomaba por compañera y madre de sus hijos, de lo que se levantaba un acta que se archivaba en la iglesia; y dice el mismo emperador que el motivo de dictar aquella disposición, fue porque dudaba de la poca fe de los testigos. Este fue el último método de matrimonios celebrados en la iglesia a los que se les añadió la bendición nupcial.